# Lac Payne (Nord-du-Québec)
Pour les articles homonymes, voir Payne.
Le lac Payne est un plan d'eau douce situé sur le plateau de la péninsule d'Ungava, dans le territoire non organisé de Rivière-Koksoak, dans la région administrative du Nord-du-Québec, au Québec, au Canada.

## Géographie
Les bassins versants voisins du lac Payne sont :
- côté sud et ouest : rivière Kogaluc ;
- côté est et nord : rivière Arnaud et rivière Lepellé.

Les principaux lacs environnants dont la décharge se déverse dans le lac Payne sont :
- côté nord : lac du Pélican, Wesp, Brunel et Jérémie. Note : le lac comporte une douzaine d'affluents du côté nord ;
- côté sud : lac Pavy et lac Tassialouc. Note : le lac comporte onze affluents du côté sud.

Du côté ouest, les lacs situés à proximité sont : Parry, Qalluviartuuq, Anuc et Tasiat. Ils se déversent du côté ouest, par la rivière Kogaluc.
Le lac Payne est situé à environ 180 km à l'est de la baie d'Hudson. Il est situé du côté Est de la ligne de tête des eaux qui départage le bassin versant de la baie d'Hudson et de la baie d'Ungava. Ce lac qui est formé en longueur dans le sens est-ouest, comporte deux parties connectées ensemble par un détroit. Ce plan d'eau compte de nombreuses îles et presqu'îles.
Cette nappe d'eau couvre une superficie de 513 km2. D'une longueur de 103 km et d'une largeur de 12 km, ce lac se déverse du côté est dans la rivière Arnaud. Cette dernière coule à priori vers l'est, puis bifurque vers le nord, pour aller se déverser dans la baie Payne, un rentrant de la baie d'Ungava. La rivière Arnaud s'avère la principale source de la baie d'Ungava.

## Toponymie
Chez les Inuits, le nom de « Tasirruaq » avait été attribué à cette grande étendue d'eau. La graphie de l'appellation prend la forme "Tasurak" selon un rapport daté de 1927. Figurant dans la cartographique du Nord-du-Québec depuis au moins 1911, cet hydronyme est officialisé en 1945 par la Commission de géographie évoquant l'œuvre de vie de Frank F. Payne. Né en 1855 dans le Surrey en Angleterre, Frank F. Payne s'engage au Service météorologique canadien, à Toronto, dès 1877.
En 1885, Frank F. Payne participe à une expédition dirigée par le lieutenant Andrew Gordon ayant pour objectif de déterminer les périodes de l'année où le détroit d'Hudson est ouvert à la navigation. Il est alors assigné comme responsable de la station météorologique de la baie Stupart, située au nord-ouest de la baie d'Ungava. Il y passe notamment l'hiver 1885-1886. Au cours de son séjour, Frank F. Payne explore la région de la baie Payne et note plusieurs observations de la flore et la faune de ce territoire nordique. Il rédige d'ailleurs un article sur les Inuits du détroit d'Hudson, publié en 1899 dans Proceedings of the Canadian Institute. Payne quitte le Service en 1922.
Le toponyme « Lac Payne » a été officialisé le 5 décembre 1968 à la Banque des noms de lieux de la Commission de toponymie du Québec.